# Sosia Jiang
Sosia Jiang (* 1979 in der Inneren Mongolei) ist eine neuseeländisch-chinesische Pokerspielerin. Sie gewann 2017 das High Roller der PokerStars Championship.

## Persönliches
Jiang zog als Siebenjährige mit ihren Eltern von der Inneren Mongolei nach Neuseeland. Nach ihrem Studium an der Australian National University in Canberra absolvierte sie ein Jurastudium an der University of South Wales. Später arbeitete sie einige Jahre in Hongkong in einer Investmentbank. Anschließend kehrte sie nach Neuseeland zurück, um dort als Lehrerin zu arbeiten. Ihr Bruder Honglin Jiang ist ebenfalls Pokerspieler und belegte Anfang Mai 2018 beim Main Event der European Poker Tour in Monte-Carlo den zweiten Platz. Sie lebt in Auckland.

## Pokerkarriere
Jiang erzielte im November 2012 in Macau ihre erste Geldplatzierung bei einem Live-Turnier. Die Neuseeländerin gewann Mitte April 2017 das High-Roller-Event der PokerStars Championship in Macau. Dafür setzte sie sich gegen 179 andere Spieler, insbesondere am Finaltisch gegen Dan Smith und Nick Petrangelo, durch und erhielt eine Siegprämie von 3,87 Millionen Hongkong-Dollar, zu diesem Zeitpunkt umgerechnet knapp 500.000 US-Dollar. Damit wurde Jiang zur ersten Siegerin eines High Rollers bei einer von PokerStars veranstalteten Live-Turnierserie. Anfang August 2018 gewann sie das High Roller der Sydney Championships und sicherte sich den Hauptpreis von 266.000 Australischen Dollar. Im Januar 2019 erreichte sie bei der PokerStars Players Championship des PokerStars Caribbean Adventures auf den Bahamas den vierten Turniertag und schied dort auf dem mit 105.000 US-Dollar dotierten 28. Platz aus. Wenige Tage später wurde sie an gleicher Stelle bei einem eintägigen High-Roller-Event Zweite und erhielt rund 175.000 US-Dollar. Im Juni 2019 war die Neuseeländerin erstmals bei der World Series of Poker im Rio All-Suite Hotel and Casino am Las Vegas Strip erfolgreich und erreichte gemeinsam mit Jason Koon beim Tag-Team-Event sowie im Main Event die Geldränge. Anfang August 2019 spielte sie als einzige Frau das Triton Million for Charity in London, das mit einem Buy-in von über einer Million Pfund das bislang teuerste Pokerturnier weltweit war. Jiang konnte sich nicht in den Preisrängen platzieren, belegte jedoch wenige Tage später an gleicher Stelle beim Main Event der Triton Poker Series den mit umgerechnet knapp 250.000 US-Dollar dotierten 14. Platz. Auch bei der Triton Series in Hội An erzielte sie Anfang März 2023 eine mit 222.000 US-Dollar dotierte Geldplatzierung. Im Mai 2023 erreichte die Neuseeländerin im nordzyprischen Kyrenia beim Luxon Invitational, einem Einladungsturnier der Triton Series mit einem Buy-in von 210.000 US-Dollar, den Finaltisch und sicherte sich als Siebte ihre bislang höchste Auszahlung von 820.000 US-Dollar. Auch beim Luxon Invitational in London erreichte sie Anfang August 2023 die Geldränge und belegte den mit 342.000 US-Dollar dotierten 22. Platz.
Insgesamt hat sich Jiang mit Poker bei Live-Turnieren knapp 3 Millionen US-Dollar erspielt und zählt damit zu den erfolgreichsten Frauen nach Turnierpreisgeldern. Zudem ist sie nach David Yan die zweiterfolgreichste aller neuseeländischen Pokerspieler.